# Dżaba Gelaszwili
Dżaba Gelaszwili (ur. 7 marca 1993 w Bordżomi) – gruziński narciarz alpejski, uczestnik Zimowych Igrzysk Olimpijskich 2010.

## Osiągnięcia

### Igrzyska olimpijskie
| Miejsce | Dzień     | Rok  | Miejscowość | Konkurencja | Czas biegu  | Strata   | Zwycięzca        |
| ------- | --------- | ---- | ----------- | ----------- | ----------- | -------- | ---------------- |
| 50.     | 23 lutego | 2010 | Vancouver   | Gigant      | 2:50,32 min | +12,49 s | Carlo Janka      |
| DNF1    | 27 lutego | 2010 | Vancouver   | Slalom      | –           | –        | Giuliano Razzoli |

### Mistrzostwa świata
| Miejsce | Dzień     | Rok  | Miejscowość       | Konkurencja | Czas biegu  | Strata | Zwycięzca            |
| ------- | --------- | ---- | ----------------- | ----------- | ----------- | ------ | -------------------- |
| DNF1    | 15 lutego | 2013 | Schladming        | Gigant      | –           | –      | Ted Ligety           |
| DNF1    | 17 lutego | 2013 | Schladming        | Slalom      | –           | –      | Marcel Hirscher      |
| 71.     | 13 lutego | 2015 | Vail/Beaver Creek | Gigant      | 2:01,57 min | –      | Ted Ligety           |
| BDNF1   | 15 lutego | 2015 | Vail/Beaver Creek | Slalom      | –           | –      | Jean-Baptiste Grange |

### Mistrzostwa świata juniorów
| Miejsce | Dzień       | Rok  | Miejscowość   | Konkurencja | Czas biegu  | Strata  | Zwycięzca         |
| ------- | ----------- | ---- | ------------- | ----------- | ----------- | ------- | ----------------- |
| DNF1    | 30 stycznia | 2011 | Crans-Montana | Gigant      | –           | –       | Alexis Pinturault |
| DNF1    | 31 stycznia | 2011 | Crans-Montana | Slalom      | –           | –       | Reto Schmidiger   |
| 86.     | 3 lutego    | 2011 | Crans-Montana | Zjazd       | 1:45,94 min | +8,60 s | Boštjan Kline     |
| 64.     | 4 lutego    | 2011 | Crans-Montana | Supergigant | 1:28,31 min | +5,88 s | Boštjan Kline     |